# Wybory generalne w Boliwii w 2009 roku
Wybory generalne w Boliwii w 2009 roku – wybory prezydenckie i parlamentarne w Boliwii przeprowadzone 6 grudnia 2009. Wybory wygrał zdecydowanie prezydent Evo Morales, który zdobył ponad 64% głosów poparcia oraz jego partia, Ruch na rzecz Socjalizmu, która uzyskała większość mandatów w obu izbach parlamentu.

## Geneza i organizacja wyborów

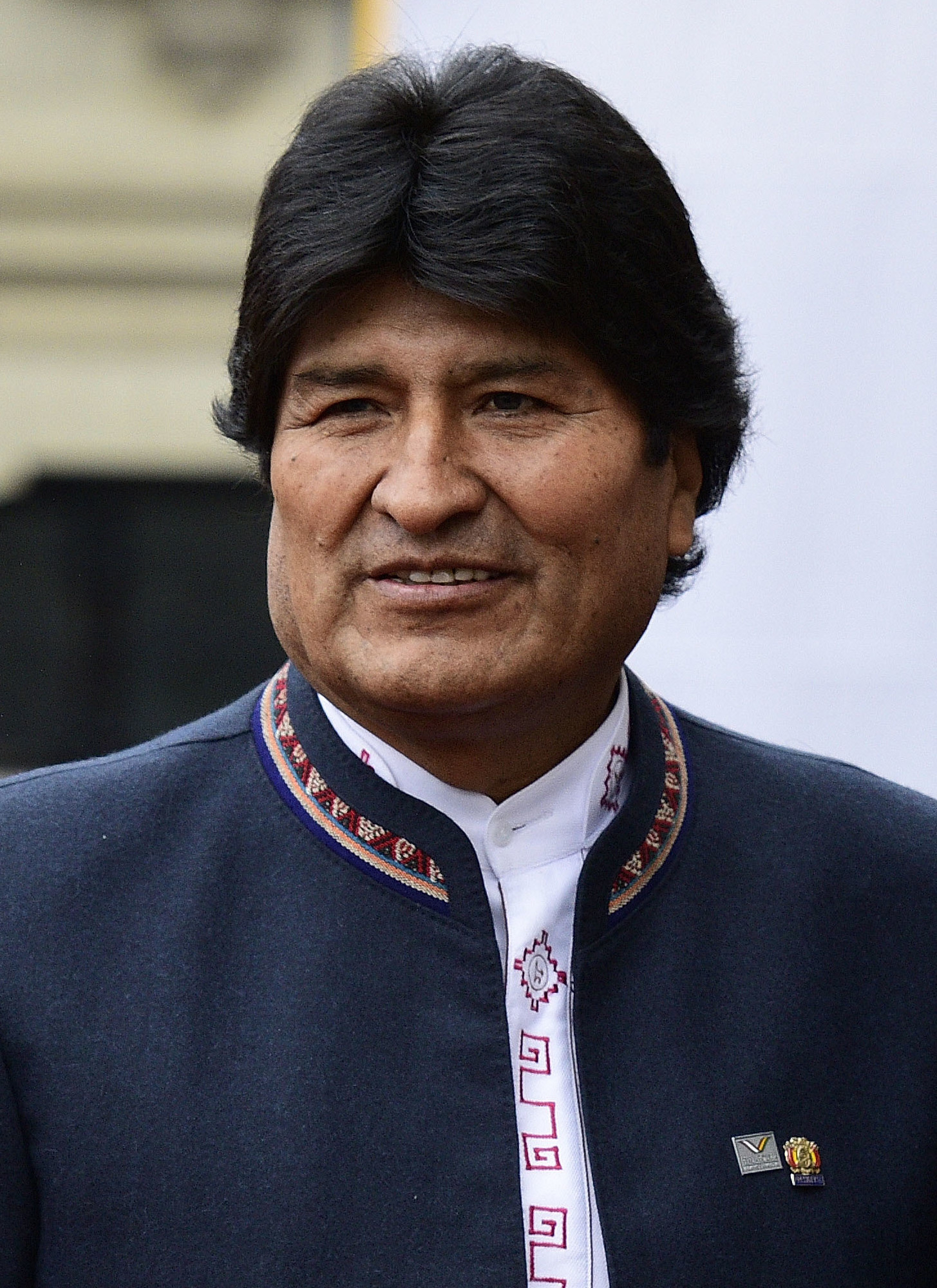
Prezydent Evo Morales.

Przyczyną organizacji wyborów w 2009 było przyjęcie nowej konstytucji. W referendum w styczniu 2009 obywatele większością 61% głosów poparli projekt nowej konstytucji, uchwalony w poprzednim roku przez specjalnie zwołane Zgromadzenie Konstytucyjne. Inicjatorem zmiany konstytucji był urzędujący od 2006 prezydent Evo Morales, pierwszy przywódca Boliwii wywodzący z rdzennej ludności kraju. Nowa konstytucja wprowadzała szereg zmian w sferze społecznej, m.in. poszerzała prawa 36 ludów autochtonicznych. Wprowadzała również możliwość reelekcji prezydenta, co otworzyło Moralesowi drogę do ponownego ubiegania się o urząd. W październiku 2008 parlament zaakceptował treść nowej ustawy zasadniczej, tylko po tym jak prezydent zobowiązał się do ubiegania się o reelekcję tylko raz, w najbliższych wyborach. Wyznaczył również datę ewentualnych wyborów prezydenckich i parlamentarnych na 6 grudnia 2009. Zgodnie ze starą konstytucją, wybory odbyłyby się w grudniu 2010.
W kwietniu 2009 Kongres Narodowy, po burzliwej debacie i pięciodniowej głodówce prezydenta, przyjął nowe prawo wyborcze, które m.in. zapewniało 7 mandatów w parlamencie przedstawicielom autochtonów. Potwierdził również grudniową datę wyborów.
W czasie głosowania obywatele wybierali prezydenta i wiceprezydenta oraz 166 członków Kongresu Narodowego (130 członków Izby Deputowanych i 36 Senatorów). Wybory w Boliwii były monitorowane przez 100-osobową misję obserwacyjną Unii Europejskiej oraz misję OPA.

## Kampania wyborcza
Według sondaży przedwyborczych, zdecydowanym faworytem wyborów wydawał się być prezydent Morales, który posiadał ponad 30% przewagi nad kandydatami opozycji. Jego głównym rywalem był Manfred Reyes Villa, były burmistrz miasta Cochabamba. Morales w czasie kampanii wyborczej zapowiadał kontynuację swojej polityki, kładącej nacisk na sprawiedliwość społeczną, prawa rdzennej ludności, nacjonalizację gospodarki i redystrybucję dochodów państwa do wszystkich grup społeczeństwa. Podkreślał swoje dotychczasowe dokonania, w tym objęcie opieką społeczną dzieci, matek, kobiet w ciąży i starszych. Fundusze na finansowanie wydatków społecznych czerpał z nacjonalizacji najważniejszych gałęzi gospodarki, w tym sektora energetycznego i wydobywczego. Zapowiedział dalsze zwiększanie roli państwa w krajowej gospodarce, m.in. poprzez powołanie państwowego wydawnictwa prasowego, państwowych zakładów farmaceutycznych, cementowniczych oraz rozwój planów wydobycia litu i żelaza.
Dwaj główni kandydaci opozycji, Reyes Villa oraz Samuel Doria Medina, również zapowiadali redystrybucję dochodów państwa do najbardziej potrzebujących, bezrobotnych, a także drobnych producentów i przedsiębiorców. Reyes Villa krytykował styl sprawowania władzy przez Moralesa, który określił mianem „demokracji terroru”. Podkreślał, że wzmacnianie kontroli państwa nad gospodarką odstrasza potencjalnych prywatnych inwestorów i wstrzymuje napływ kapitału. Zapowiedział wzrost wydobycia gazu ziemnego. Zarzucał prezydentowi Moralesowi polaryzację społeczeństwa i dzielenie kraju na biedny, indiański zachód oraz bogaty, antyprezydencki wschód. Stwierdził, że wydatki społeczne jego administracji mają służyć przede wszystkim zapewnieniu sobie politycznego poparcia. Morales oskarżył natomiast Reyesa Villę o korupcję i związek ze śmiercią co najmniej 12 swoich zwolenników w czasie zamieszek w kraju w 2007. Reyes Villa odrzucił oskarżenia.

## Sondaże przedwyborcze
| Data          | Instytut                         | Evo Morales | Manfred Reyes Villa | Samuel Doria Medina | Víctor Hugo Cárdenas | Jorge Quiroga | René Joaquino | Inni/niezdecydowani |
| ------------- | -------------------------------- | ----------- | ------------------- | ------------------- | -------------------- | ------------- | ------------- | ------------------- |
| 15–27.04.09   | Ipsos, Apoyo, Opinión y Mercado  | 41%         | –                   | –                   | 7%                   | 6%            | –             | 47%                 |
| 5–12.06.09    | Ipsos, Apoyo, Opinión y Mercado  | 44%         | 5%                  | 7%                  | 8%                   | 5%            | –             | 31%                 |
| 8–20.07.09    | Ipsos, Apoyo, Opinión y Mercado  | 45%         | 8%                  | 11%                 | 6%                   | 7%            | 3%            | 20%                 |
| 5–22.08.09    | Encuestas & Estudios Gallup Int. | 57,7%       | 8,6%                | 9,7%                | 4,5%                 | 7,2%          | 3,5%          | 2,7%                |
| 2–20.09.09    | Ipsos, Apoyo, Opinión y Mercado  | 54%         | 20%                 | 11%                 | –                    | –             | 3%            | 12%                 |
| 24.10–4.11.09 | Captura Consulting               | 51%         | 16%                 | 8%                  | –                    | –             | 2%            | 23%                 |
| 29.10–6.11.09 | Track / Unitel                   | 52%         | 22%                 | 10%                 | –                    | –             | 3%            | 13%                 |
| 31.10–8.11.09 | Equipos MORI                     | 52%         | 18%                 | 9%                  | –                    | –             | –             | 21%                 |
| 14–22.11.09   | Ipsos, Apoyo, Opinión y Mercado  | 55%         | 18%                 | 10%                 | –                    | –             | 2%            | 15%                 |
| 20–27.11.09   | Equipos MORI                     | 53%         | 21%                 | 9%                  | –                    | –             | –             | 17%                 |

## Wyniki wyborów

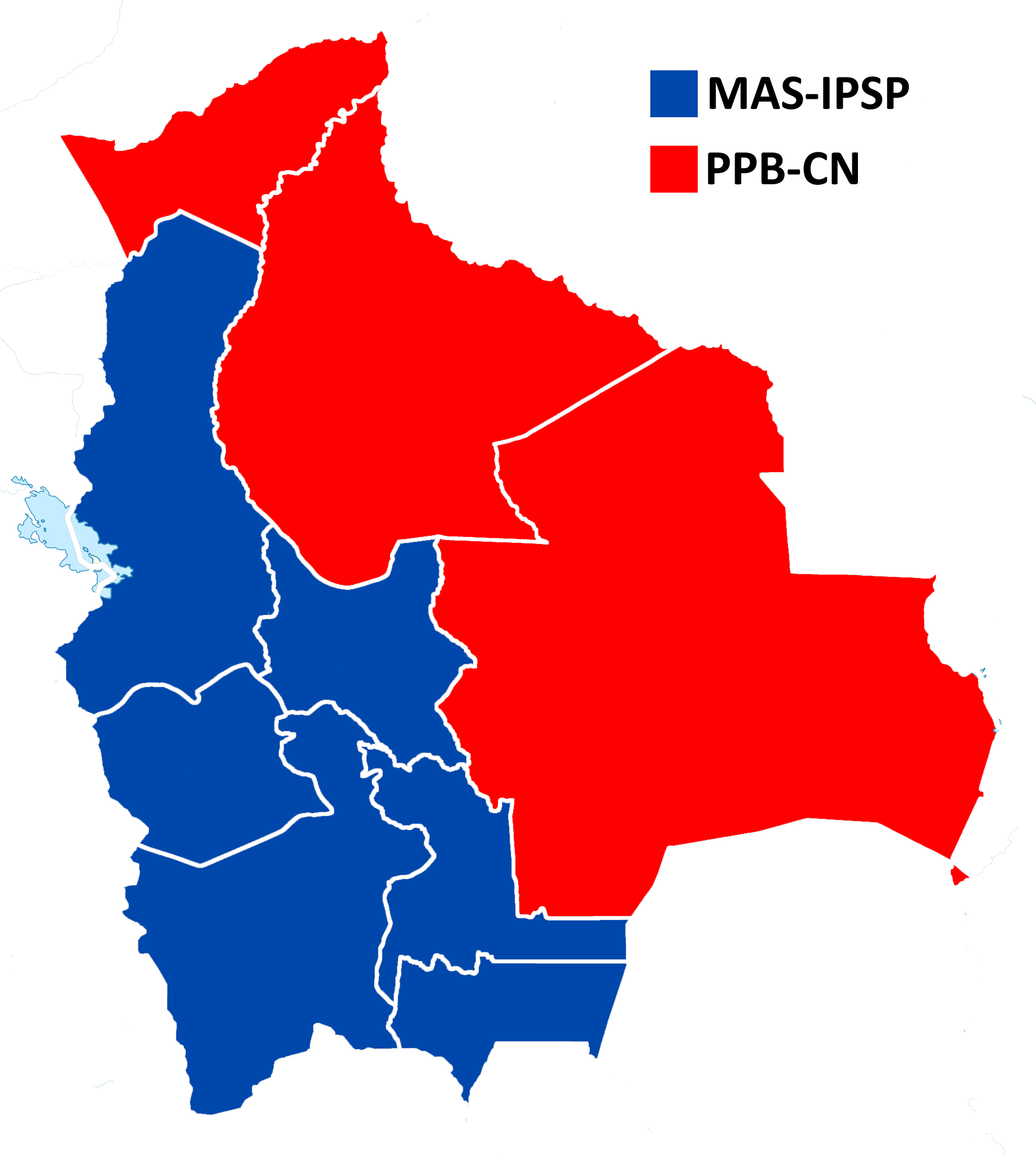
Wyniki wyborów prezydenckich według zwycięzców w poszczególnych dystryktach

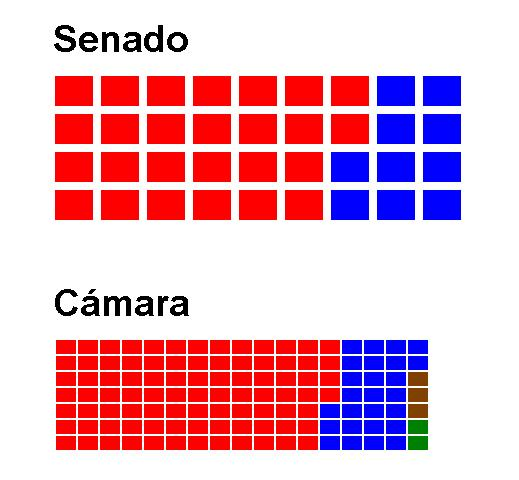
Podział miejsc w Senacie (u góry) i Izbie Deputowanych (na dole)

Wybory prezydenckie z 6 grudnia 2009 wygrał ze zdecydowaną przewagą urzędujący prezydent, Evo Morales, który zdobył 64,22% głosów. Drugi, Manfred Reyes Villa, uzyskał poparcie na poziomie 26,46%, a trzeci, Samuel Doria Medina uzyskał 5,65% głosów.
W wyborach parlamentarnych prezydencki Ruch na rzecz Socjalizmu, zdobył ponad 2/3 miejsc w Izbie Deputowanych oraz w Senacie. Jeszcze tego samego dnia, Morales ogłosił swoje zwycięstwo w wyborach i zapowiedział „przyspieszenie tempa zmian” i „pogłębienie transformacji”.
Międzynarodowi obserwatorzy z OPA i UE pochwalili przebieg wyborów, oświadczając, że zostały zorganizowane w sposób przejrzysty i uczciwy. Szef misji UE, stwierdził, że według jej raportu nie odnotowano przypadków przemocy, a głosowanie odbyło się w spokojnej atmosferze.
| Kandydat – Partia polityczna | Kandydat – Partia polityczna                                             | Liczba głosów | %      | Liczba mandatów w Izbie Deputowanych | Liczba mandatów w Senacie |
| ---------------------------- | ------------------------------------------------------------------------ | ------------- | ------ | ------------------------------------ | ------------------------- |
|                              | Evo Morales (Ruch na rzecz Socjalizmu)                                   | 2 943 209     | 64,22% | 88                                   | 26                        |
|                              | Manfred Reyes Villa (Plan Progreso para Bolivia – Convergencia Nacional) | 1 212 795     | 26,46% | 37                                   | 10                        |
|                              | Samuel Doria Medina (Front Jedności Narodowej)                           | 258 971       | 5,65%  | 3                                    |                           |
|                              | René Joaquino (Alianza Social)                                           | 106 027       | 2,31%  | 2                                    |                           |
|                              | Ana María Flores (Movimiento de Unidad Social Patriótica)                | 23 257        | 0,51%  |                                      |                           |
|                              | Román Loayza (Gente)                                                     | 15 627        | 0,34%  |                                      |                           |
|                              | Alejo Véliz (Pueblos por la Libertad y Soberanía)                        | 12.995        | 0,28%  |                                      |                           |
|                              | Remi Choquehuanca (Bolivia Social Demócrata)                             | 9 905         | 0,22%  |                                      |                           |
| Głosy nieważne/puste         | Głosy nieważne/puste                                                     | 276 654       |        |                                      |                           |
| Razem                        | Razem                                                                    | 4 859 440     | 100%   | 130                                  | 36                        |
| Źródło: .                    |                                                                          |               |        |                                      |                           |